# Convocazioni per la CONCACAF Gold Cup 2023
Elenco dei giocatori convocati da ciascuna nazionale partecipante alla CONCACAF Gold Cup 2023.
Il 1º giugno ogni federazione ha dovuto diramare una lista preliminare, il 19 giugno successivo è scaduto il termine per presentare le liste definitive.

## Gruppo A

### Stati Uniti
Il 1º giugno 2023 è stata diramata una lista preliminare di 60 calciatori, cinque giorni dopo è stata annunciata la lista finale. Al termine della fase a gironi l'infortunato Alan Soñora è stato sostituito da Jackson Yueill.
Commissario tecnico:  B. J. Callaghan
| N. | Pos. | Giocatore          | Data nascita (età)         | Pres. | Reti | Squadra             |
| -- | ---- | ------------------ | -------------------------- | ----- | ---- | ------------------- |
| 1  | P    | Matt Turner        | 24 giugno 1994 (29 anni)   | 28    | 0    | Arsenal             |
| 2  | D    | DeAndre Yedlin     | 9 luglio 1993 (29 anni)    | 78    | 0    | Inter Miami         |
| 3  | D    | Aaron Long         | 12 ottobre 1992 (30 anni)  | 32    | 3    | Los Angeles FC      |
| 4  | D    | Matt Miazga        | 19 luglio 1995 (27 anni)   | 23    | 1    | FC Cincinnati       |
| 5  | D    | Bryan Reynolds     | 28 giugno 2001 (21 anni)   | 3     | 0    | Westerlo            |
| 6  | C    | Gianluca Busio     | 28 maggio 2002 (21 anni)   | 9     | 0    | Venezia             |
| 7  | C    | Alan Soñora        | 3 agosto 1998 (24 anni)    | 3     | 0    | Juárez              |
| 8  | C    | James Sands        | 6 luglio 2000 (22 anni)    | 8     | 0    | New York City       |
| 9  | A    | Jesús Ferreira     | 24 dicembre 2000 (22 anni) | 18    | 8    | FC Dallas           |
| 10 | C    | Cristian Roldan    | 3 giugno 1995 (28 anni)    | 32    | 0    | Seattle Sounders    |
| 11 | A    | Cade Cowell        | 14 ottobre 2003 (19 anni)  | 3     | 0    | S.J. Earthquakes    |
| 12 | D    | Miles Robinson     | 14 marzo 1997 (26 anni)    | 23    | 3    | Atlanta United      |
| 13 | A    | Jordan Morris      | 26 ottobre 1994 (28 anni)  | 52    | 11   | Seattle Sounders    |
| 14 | C    | Djordje Mihailović | 10 novembre 1998 (24 anni) | 6     | 1    | AZ Alkmaar          |
| 15 | D    | DeJuan Jones       | 24 giugno 1997 (26 anni)   | 2     | 0    | N.E. Revolution     |
| 16 | C    | Aidan Morris       | 16 novembre 2001 (21 anni) | 2     | 0    | Columbus Crew       |
| 17 | A    | Alejandro Zendejas | 7 febbraio 1998 (25 anni)  | 3     | 1    | América             |
| 18 | P    | Sean Johnson       | 31 maggio 1989 (34 anni)   | 12    | 0    | Toronto FC          |
| 19 | A    | Brandon Vázquez    | 14 ottobre 1998 (24 anni)  | 3     | 1    | FC Cincinnati       |
| 20 | D    | Jalen Neal         | 24 agosto 2003 (19 anni)   | 2     | 0    | LA Galaxy           |
| 21 | D    | John Tolkin        | 31 luglio 2002 (20 anni)   | 1     | 0    | N.Y. Red Bulls      |
| 22 | A    | Julian Gressel     | 16 dicembre 1993 (29 anni) | 2     | 0    | Vancouver Whitecaps |
| 23 | P    | Gabriel Slonina    | 15 maggio 2004 (19 anni)   | 1     | 0    | Chelsea             |
| 24 | C    | Jackson Yueill     | 17 marzo 1997 (26 anni)    | 16    | 0    | S.J. Earthquakes    |

### Giamaica
Il 1º giugno 2023 è stata diramata una lista preliminare di 50 calciatori, il 19 giugno è stata annunciata la lista finale.
Commissario tecnico:  Heimir Hallgrímsson
| N. | Pos. | Giocatore           | Data nascita (età)          | Pres. | Reti | Squadra                |
| -- | ---- | ------------------- | --------------------------- | ----- | ---- | ---------------------- |
| 1  | P    | Andre Blake         | 21 novembre 1990 (32 anni)  | 64    | 0    | Philadelphia Union     |
| 2  | D    | Dexter Lembikisa    | 4 novembre 2003 (19 anni)   | 3     | 0    | Wolverhampton          |
| 3  | C    | Kevon Lambert       | 22 marzo 1997 (26 anni)     | 19    | 0    | Phoenix Rising         |
| 4  | D    | Amari'i Bell        | 5 maggio 1994 (29 anni)     | 9     | 0    | Luton Town             |
| 5  | D    | Ethan Pinnock       | 29 maggio 1993 (30 anni)    | 6     | 0    | Brentford              |
| 6  | D    | Di'Shon Bernard     | 14 ottobre 2000 (22 anni)   | 0     | 0    | Portsmouth             |
| 7  | A    | Leon Bailey         | 9 agosto 1997 (25 anni)     | 19    | 3    | Aston Villa            |
| 8  | C    | Daniel Johnson      | 8 ottobre 1992 (30 anni)    | 11    | 2    | Preston N.E.           |
| 9  | A    | Cory Burke          | 28 dicembre 1991 (31 anni)  | 28    | 7    | N.Y. Red Bulls         |
| 10 | C    | Bobby Reid          | 2 febbraio 1993 (30 anni)   | 18    | 3    | Fulham                 |
| 11 | A    | Shamar Nicholson    | 16 febbraio 1997 (26 anni)  | 33    | 10   | Spartak Mosca          |
| 12 | A    | Demarai Gray        | 28 giugno 1996 (26 anni)    | 0     | 0    | Everton                |
| 13 | P    | Coniah Boyce-Clarke | 1º marzo 2003 (20 anni)     | 0     | 0    | Reading                |
| 14 | A    | Dujuan Richards     | 11 ottobre 2005 (17 anni)   | 2     | 0    | Phoenix All Stars      |
| 15 | C    | Joël Latibeaudiere  | 6 gennaio 2000 (23 anni)    | 1     | 0    | Swansea City           |
| 16 | C    | Kaheem Parris       | 6 gennaio 2000 (23 anni)    | 7     | 0    | Dinamo Kiev            |
| 17 | D    | Damion Lowe         | 5 maggio 1993 (30 anni)     | 52    | 2    | Philadelphia Union     |
| 18 | A    | Michail Antonio     | 28 marzo 1990 (33 anni)     | 6     | 3    | West Ham Utd           |
| 19 | D    | Adrian Mariappa     | 3 ottobre 1986 (36 anni)    | 68    | 1    | Salford City           |
| 20 | D    | Kemar Lawrence      | 17 settembre 1992 (30 anni) | 75    | 3    | Minnesota Utd          |
| 21 | D    | Javain Brown        | 9 marzo 1999 (24 anni)      | 20    | 0    | Vancouver Whitecaps    |
| 22 | C    | Jon Russell         | 9 ottobre 2000 (22 anni)    | 1     | 0    | Barnsley               |
| 23 | P    | Jahmali Waite       | 24 dicembre 1998 (24 anni)  | 3     | 0    | Pittsburgh Riverhounds |

### Trinidad e Tobago
Il 1º giugno 2023 è stata diramata una lista preliminare di 50 calciatori. Lo stesso giorno, a causa di un infortunio, il centrocampista Judah García è stato sostituito da Che Benny. Il 15 giugno è stata annunciata la lista finale. Il 22 giugno Daniel Phillips è stato sostituito da Luke Singh per infortunio.
Commissario tecnico: Angus Eve
| N. | Pos. | Giocatore         | Data nascita (età)          | Pres. | Reti | Squadra              |
| -- | ---- | ----------------- | --------------------------- | ----- | ---- | -------------------- |
| 1  | P    | Marvin Phillip    | 1º agosto 1984 (38 anni)    | 91    | 0    | Port of Spain        |
| 2  | D    | Aubrey David      | 11 ottobre 1990 (32 anni)   | 72    | 1    | Aucas                |
| 3  | C    | Joevin Jones      | 3 agosto 1991 (31 anni)     | 87    | 12   | Police               |
| 4  | D    | Sheldon Bateau    | 29 gennaio 1991 (32 anni)   | 50    | 4    | KSK Beveren          |
| 5  | D    | Leland Archer     | 8 gennaio 1996 (27 anni)    | 3     | 0    | Charleston Battery   |
| 6  | D    | Luke Singh        | 12 settembre 2000 (22 anni) | 0     | 0    | Atlético Ottawa      |
| 7  | A    | Ryan Telfer       | 4 marzo 1994 (29 anni)      | 21    | 8    | Miami FC             |
| 8  | C    | Ajani Fortune     | 30 dicembre 2002 (20 anni)  | 4     | 0    | Atlanta United       |
| 9  | A    | Kadeem Corbin     | 3 marzo 1996 (27 anni)      | 3     | 0    | La Horquetta Rangers |
| 10 | C    | Kevin Molino      | 17 giugno 1990 (33 anni)    | 56    | 22   | Columbus Crew        |
| 11 | A    | Levi García       | 20 novembre 1997 (25 anni)  | 38    | 8    | AEK Atene            |
| 12 | D    | Kareem Moses      | 11 febbraio 1990 (33 anni)  | 16    | 1    | Jaro                 |
| 13 | A    | Real Gill         | 23 gennaio 2003             | 1     | 0    | Club Sando FC        |
| 14 | D    | Shannon Gomez     | 5 ottobre 1996 (26 anni)    | 8     | 0    | San Antonio FC       |
| 15 | C    | Neveal Hackshaw   | 21 novembre 1995 (27 anni)  | 32    | 2    | Oakland Roots        |
| 16 | D    | Alvin Jones       | 9 luglio 1994 (28 anni)     | 43    | 2    | Club Sando F.C.      |
| 17 | C    | Andre Rampersad   | 2 febbraio 1995 (28 anni)   | 2     | 0    | HFX Wanderers        |
| 18 | D    | Triston Hodge     | 9 ottobre 1994 (28 anni)    | 25    | 0    | Hartford Athletic    |
| 19 | A    | Malcolm Shaw      | 27 luglio 1995              | 0     | 0    | Atlético Ottawa      |
| 20 | A    | Kaïlé Auvray      | 27 maggio 2004 (19 anni)    | 6     | 0    | Sporting K.C. II     |
| 21 | P    | Nicklas Frenderup | 14 dicembre 1992 (30 anni)  | 10    | 0    | Ranheim              |
| 22 | P    | Denzil Smith      | 12 ottobre 1999 (23 anni)   | 1     | 0    | W Connection         |
| 23 | C    | Molik Jesse Khan  | 8 aprile 2004 (19 anni)     | 4     | 0    | Minnesota United 2   |

### Saint Kitts e Nevis
Il 1º giugno 2023 è stata diramata una lista preliminare di 37 calciatori,, poi ridotta a 34 il 6 giugno successivo. Il 15 giugno è stata pubblicata la lista definitiva. Successivamente Rico Browne è stato rimpiazzato da Lois Maynard.
Commissario tecnico:  Austin Huggins
| N. | Pos. | Giocatore            | Data nascita (età)          | Pres. | Reti | Squadra             |
| -- | ---- | -------------------- | --------------------------- | ----- | ---- | ------------------- |
| 1  | P    | Jamal Jeffers        | 23 marzo 1993 (30 anni)     | 13    | 0    | St. Paul's Utd      |
| 2  | D    | Malique Roberts      | 1º agosto 2001 (21 anni)    | 7     | 0    | Cayon Rockets       |
| 3  | D    | Gerard Williams      | 4 giugno 1988 (35 anni)     | 79    | 2    | svincolato          |
| 4  | D    | Andre Burley         | 10 settembre 1999 (23 anni) | 11    | 0    | Oxford City         |
| 5  | D    | Jameel Ible          | 26 novembre 1993 (29 anni)  | 4     | 0    | Guiseley            |
| 6  | D    | Lois Maynard         | 22 gennaio 1989 (34 anni)   | 20    | 0    | Oldham Athletic     |
| 7  | A    | Tiquanny Williams    | 10 settembre 2001 (21 anni) | 7     | 2    | Jets                |
| 8  | C    | Yohannes Mitchum     | 6 aprile 1998 (25 anni)     | 28    | 1    | Newtown Utd         |
| 9  | A    | Carlos Bertie        | 10 settembre 1995 (27 anni) | 18    | 3    | Cayon Rockets       |
| 10 | A    | Jacob Hazel          | 15 aprile 1994 (29 anni)    | 5     | 0    | Darlington          |
| 11 | C    | Tyquan Terrell       | 16 aprile 1998 (25 anni)    | 10    | 2    | St. Peters Strikers |
| 12 | D    | Dihjorn Simmonds     | 2 novembre 1998 (24 anni)   | 1     | 0    | Cayon Rockets       |
| 13 | D    | Ezrick Nicholls      | 13 settembre 1999 (23 anni) | 1     | 0    | Tampa Spartans      |
| 14 | C    | Raheem Somersall     | 5 luglio 1997 (25 anni)     | 17    | 0    | North Carolina      |
| 15 | C    | Mervin Lewis         | 26 agosto 2000 (22 anni)    | 4     | 0    | Cayon Rockets       |
| 16 | A    | Keithroy Freeman     | 16 ottobre 1993 (29 anni)   | 13    | 6    | St. Paul's Utd      |
| 17 | A    | Rowan Liburd         | 28 agosto 1992 (30 anni)    | 13    | 4    | Ramsgate            |
| 18 | P    | Julani Archibald     | 18 maggio 1991 (32 anni)    | 51    | 0    | Lorca Deportiva     |
| 19 | C    | Romaine Sawyers      | 2 novembre 1991 (31 anni)   | 35    | 6    | Cardiff City        |
| 20 | D    | Raheem Hanley        | 24 febbraio 1994 (29 anni)  | 10    | 0    | Stalybridge Celtic  |
| 21 | A    | Omari Sterling-James | 15 settembre 1993 (29 anni) | 19    | 4    | Ebbsfleet Utd       |
| 22 | C    | Ronaldo Belgrove     | 15 settembre 1998 (24 anni) | 0     | 0    | Miami City          |
| 23 | P    | Xander Parke         | 17 novembre 2003 (19 anni)  | 0     | 0    | Shrewsbury Town     |

## Gruppo B

### Messico
Il 1º giugno 2023 è stata diramata una lista preliminare di 40 calciatori Il 31 maggio è stata annunciata la lista definitiva. Successivamente Carlos Acevedo, Alexis Vega e Sebastián Córdova sono stati esclusi a causa di infortuni e sono stati sostituiti da José Antonio Rodríguez, Roberto Alvarado e Diego Lainez Leyva.
Commissario tecnico: Jaime Lozano
| N. | Pos. | Giocatore              | Data nascita (età)          | Pres. | Reti | Squadra      |
| -- | ---- | ---------------------- | --------------------------- | ----- | ---- | ------------ |
| 1  | P    | José Antonio Rodríguez | 4 luglio 1992 (30 anni)     | 1     | 0    | Club Tijuana |
| 2  | D    | Julián Araujo          | 13 agosto 2001 (21 anni)    | 7     | 0    | Barcellona B |
| 3  | D    | César Montes           | 24 febbraio 1997 (26 anni)  | 35    | 1    | Espanyol     |
| 4  | C    | Edson Álvarez          | 24 ottobre 1997 (25 anni)   | 62    | 3    | Ajax         |
| 5  | D    | Johan Vásquez          | 22 ottobre 1998 (24 anni)   | 9     | 1    | Cremonese    |
| 6  | D    | Gerardo Arteaga        | 7 settembre 1998 (24 anni)  | 19    | 1    | Genk         |
| 7  | C    | Luis Romo              | 5 giugno 1995 (28 anni)     | 30    | 1    | Monterrey    |
| 8  | C    | Carlos Rodríguez       | 3 gennaio 1997 (26 anni)    | 43    | 0    | Cruz Azul    |
| 9  | A    | Ozziel Herrera         | 25 maggio 2001 (22 anni)    | 5     | 0    | Atlas        |
| 10 | A    | Roberto Alvarado       | 7 settembre 1998 (24 anni)  | 35    | 4    | Guadalajara  |
| 11 | A    | Santiago Giménez       | 18 aprile 2001 (22 anni)    | 12    | 2    | Feyenoord    |
| 12 | P    | Luis Malagón           | 2 marzo 1997 (26 anni)      | 2     | 0    | América      |
| 13 | P    | Guillermo Ochoa        | 13 luglio 1985 (37 anni)    | 137   | 0    | Salernitana  |
| 14 | A    | Erick Sánchez          | 27 settembre 1999 (23 anni) | 13    | 1    | Pachuca      |
| 15 | A    | Uriel Antuna           | 21 agosto 1997 (25 anni)    | 45    | 10   | Cruz Azul    |
| 16 | C    | Diego Lainez Leyva     | 9 giugno 2000 (23 anni)     | 24    | 3    | Tigres UANL  |
| 17 | C    | Orbelín Pineda         | 24 marzo 1996 (27 anni)     | 54    | 7    | AEK Atene    |
| 18 | C    | Luis Chávez            | 15 gennaio 1996 (27 anni)   | 18    | 1    | Pachuca      |
| 19 | D    | Jorge Sánchez          | 10 dicembre 1997 (25 anni)  | 31    | 1    | Ajax         |
| 20 | A    | Henry Martín           | 18 novembre 1992 (30 anni)  | 33    | 7    | América      |
| 21 | D    | Israel Reyes           | 23 maggio 2000 (23 anni)    | 9     | 2    | América      |
| 22 | D    | Víctor Guzmán          | 7 marzo 2002 (21 anni)      | 3     | 0    | Monterrey    |
| 23 | D    | Jesús Gallardo         | 15 agosto 1994 (28 anni)    | 86    | 2    | Monterrey    |

### Haiti
Il 25 maggio 2023 è stata diramata una lista provvisoria di 35 calciatori,, ridotta a 28 il 2 giugno successivo.. La lista definitiva è stata annuniciata il 19 giugno successivo.
Commissario tecnico:  Gabriel Calderón Pellegrino
| N. | Pos. | Giocatore             | Data nascita (età)         | Pres. | Reti | Squadra            |
| -- | ---- | --------------------- | -------------------------- | ----- | ---- | ------------------ |
| 1  | P    | Josué Duverger        | 27 aprile 2000 (23 anni)   | 5     | 0    | União Santarém     |
| 2  | D    | Carlens Arcus         | 28 giugno 1996 (26 anni)   | 30    | 1    | Vitesse            |
| 3  | D    | Djimy Alexis          | 8 ottobre 1997 (25 anni)   | 6     | 1    | Hapoel Petah Tiqwa |
| 4  | D    | Ricardo Adé           | 21 maggio 1990 (33 anni)   | 28    | 2    | LDU Quito          |
| 5  | D    | Steven Séance         | 20 febbraio 1992 (31 anni) | 3     | 1    | Sedan              |
| 6  | D    | Garven Metusala       | 31 dicembre 1999 (23 anni) | 1     | 0    | Forge              |
| 7  | A    | Carnejy Antoine       | 27 luglio 1991 (31 anni)   | 13    | 10   | Hapoel Haifa       |
| 8  | C    | Danley Jean Jacques   | 20 maggio 2000 (23 anni)   | 0     | 0    | Metz               |
| 9  | A    | Duckens Nazon         | 7 aprile 1994 (29 anni)    | 50    | 26   | CSKA Sofia         |
| 10 | D    | Wilde-Donald Guerrier | 31 marzo 1989 (34 anni)    | 58    | 11   | Zirə               |
| 11 | A    | Derrick Etienne       | 25 novembre 1996 (26 anni) | 38    | 7    | Atlanta United     |
| 12 | P    | Alexandre Pierre      | 25 febbraio 2001 (22 anni) | 2     | 0    | Strasburgo         |
| 13 | C    | Jeppe Simonsen        | 21 novembre 1995 (27 anni) | 8     | 1    | Podbeskidzie       |
| 14 | C    | Leverton Pierre       | 9 marzo 1998 (25 anni)     | 11    | 0    | Dunkerque          |
| 15 | A    | Fabrice Picault       | 23 febbraio 1991 (32 anni) | 0     | 0    | Nashville          |
| 16 | A    | Mondy Prunier         | 22 dicembre 1999 (23 anni) | 2     | 3    | Versailles         |
| 17 | A    | Jayro Jean            | 22 giugno 1998 (25 anni)   | 0     | 0    | Real Santa Cruz    |
| 18 | C    | Carl Fred Sainté      | 9 agosto 2002 (20 anni)    | 5     | 0    | North Texas        |
| 19 | C    | Steeven Saba          | 24 febbraio 1993 (30 anni) | 19    | 3    | Violette           |
| 20 | A    | Frantzdy Pierrot      | 29 marzo 1995 (28 anni)    | 23    | 14   | Maccabi Haifa      |
| 21 | C    | Bryan Alceus          | 1º febbraio 1996 (27 anni) | 31    | 0    | Olympiakos Nicosia |
| 22 | D    | Alex Christian        | 12 maggio 1993 (30 anni)   | 42    | 1    | Telavi             |
| 23 | P    | Garissone Innocent    | 16 aprile 2000 (23 anni)   | 0     | 0    | Eupen              |

### Honduras
Il 1º giugno 2023 è stata diramata una lista preliminare di 60 calciatori, la lista definitiva è stata pubblicata il 19 giugno 2023.
Commissario tecnico:  Diego Vásquez
| N. | Pos. | Giocatore            | Data nascita (età)          | Pres. | Reti | Squadra         |
| -- | ---- | -------------------- | --------------------------- | ----- | ---- | --------------- |
| 1  | P    | Edrick Menjívar      | 1º marzo 1993 (30 anni)     | 6     | 0    | Olimpia         |
| 2  | D    | Devron García        | 17 febbraio 1996 (27 anni)  | 0     | 0    | Real España     |
| 3  | D    | Wesly Decas          | 11 agosto 1999 (23 anni)    | 3     | 0    | Motagua         |
| 4  | D    | Marcelo Santos       | 2 agosto 1992 (30 anni)     | 6     | 0    | Motagua         |
| 5  | C    | Christian Altamirano | 26 novembre 1989 (33 anni)  | 6     | 0    | Olancho         |
| 6  | C    | Bryan Acosta         | 24 novembre 1993 (29 anni)  | 58    | 2    | Colorado Rapids |
| 7  | A    | Alberth Elis         | 12 febbraio 1996 (27 anni)  | 57    | 12   | Brest           |
| 8  | C    | Joseph Rosales       | 6 novembre 2000 (22 anni)   | 7     | 0    | Minnesota Utd   |
| 9  | A    | Rubilio Castillo     | 26 novembre 1991 (31 anni)  | 30    | 6    | Nantong Zhiyun  |
| 10 | C    | Alexander López      | 5 giugno 1992 (31 anni)     | 47    | 6    | Alajuelense     |
| 11 | A    | Jerry Bengtson       | 8 aprile 1987 (36 anni)     | 65    | 22   | Olimpia         |
| 12 | A    | Jorge Benguché       | 21 maggio 1996 (27 anni)    | 8     | 3    | Olimpia         |
| 13 | D    | Maylor Núñez         | 5 luglio 1996 (26 anni)     | 5     | 0    | Olimpia         |
| 14 | C    | Jorge Álvarez        | 28 gennaio 1998 (25 anni)   | 10    | 1    | Olimpia         |
| 15 | C    | Alexy Vega           | 16 settembre 1996 (26 anni) | 0     | 0    | Victoria        |
| 16 | A    | Edwin Solano         | 25 gennaio 1996 (27 anni)   | 15    | 2    | Olimpia         |
| 17 | C    | José Pinto           | 27 settembre 1997 (25 anni) | 4     | 1    | Olimpia         |
| 18 | P    | Harold Fonseca       | 8 ottobre 1993 (29 anni)    | 3     | 0    | Olancho         |
| 19 | D    | Omar Elvir           | 28 novembre 1989 (33 anni)  | 10    | 0    | Olancho         |
| 20 | C    | Deybi Flores         | 16 giugno 1996 (27 anni)    | 25    | 0    | Fehérvár        |
| 21 | D    | Luis Vega            | 28 febbraio 2001 (22 anni)  | 0     | 0    | Motagua         |
| 22 | P    | Luis López Fernández | 13 settembre 1993 (29 anni) | 56    | 0    | Real España     |
| 23 | D    | Franklin Flores      | 18 maggio 1996 (27 anni)    | 11    | 0    | Real España     |

### Qatar
Il 10 maggio 2023 è stata diramata una lista provvisoria di 41 calciatori, portata a 60 il 1º giugno successivo, il 19 giugno è stata annunciata la lista definitiva in cui l'attaccante Ahmed Alaaeldin, infortunato, è stato rimpiazzato da Mahdi Salem.
Commissario tecnico:  Carlos Queiroz
| N. | Pos. | Giocatore          | Data nascita (età)          | Pres. | Reti | Squadra    |
| -- | ---- | ------------------ | --------------------------- | ----- | ---- | ---------- |
| 1  | P    | Salah Zakaria      | 24 aprile 1999 (24 anni)    | 1     | 0    | Al-Duhail  |
| 2  | D    | Ahmed Suhail       | 8 febbraio 1999 (24 anni)   | 1     | 0    | Al-Arabi   |
| 3  | D    | Hazem Shehata      | 2 febbraio 1998 (25 anni)   | 2     | 0    | Al-Wakrah  |
| 4  | D    | Yousef Aymen       | 21 marzo 1999 (24 anni)     | 0     | 0    | Al-Duhail  |
| 5  | D    | Tarek Salman       | 5 dicembre 1997 (25 anni)   | 63    | 0    | Al-Sadd    |
| 6  | C    | Ahmed Fatehi       | 25 gennaio 1993 (30 anni)   | 11    | 0    | Al-Arabi   |
| 7  | C    | Mahdi Salem        | 4 aprile 2004 (19 anni)     | 0     | 0    | Al-Sadd    |
| 8  | C    | Ali Assadalla      | 19 gennaio 1993 (30 anni)   | 64    | 12   | Al-Sadd    |
| 9  | A    | Mohammed Muntari   | 20 dicembre 1993 (29 anni)  | 51    | 14   | Al-Duhail  |
| 10 | C    | Mohammed Waad      | 18 settembre 1999 (23 anni) | 27    | 0    | Al-Sadd    |
| 11 | A    | Yusuf Abdurisag    | 6 agosto 1999 (23 anni)     | 17    | 1    | Al-Wakrah  |
| 12 | C    | Abdullah Marafee   | 13 aprile 1992 (31 anni)    | 0     | 0    | Al-Arabi   |
| 13 | D    | Musab Kheder       | 1º gennaio 1993 (30 anni)   | 31    | 0    | Al-Sadd    |
| 14 | D    | Homam Ahmed        | 25 agosto 1999 (23 anni)    | 36    | 2    | Al-Gharafa |
| 15 | D    | Bassam Al-Rawi     | 16 dicembre 1997 (25 anni)  | 59    | 2    | Al-Duhail  |
| 16 | C    | Mostafa Meshaal    | 28 marzo 2001 (22 anni)     | 3     | 0    | Al-Shamal  |
| 17 | A    | Tameem Al-Abdullah | 5 ottobre 2002 (20 anni)    | 4     | 1    | Al-Rayyan  |
| 18 | A    | Khalid Muneer      | 24 febbraio 1998 (25 anni)  | 7     | 1    | Al-Wakrah  |
| 19 | A    | Almoez Ali         | 19 agosto 1996 (26 anni)    | 88    | 42   | Al-Duhail  |
| 20 | D    | Jassem Gaber       | 20 febbraio 2002 (21 anni)  | 4     | 0    | Al-Arabi   |
| 21 | P    | Yousef Hassan      | 24 maggio 1996 (27 anni)    | 7     | 0    | Al-Gharafa |
| 22 | P    | Meshaal Barsham    | 14 febbraio 1998 (25 anni)  | 26    | 0    | Al-Sadd    |
| 23 | C    | Assim Madibo       | 22 ottobre 1996 (26 anni)   | 49    | 0    | Al-Duhail  |

## Gruppo C

### Costa Rica
Il 1º giugno 2023 è stata diffusa la lista provvisoria di 60 calciatori, ridotta a 24 il 2 giugno successivo.. Il 19 giugno è stata annunciata la lista definitiva. Al termine della fase a gironi gli infortunati Carlos Mora e Roan Wilson sono stati sostituiti da Yeltsin Tejeda e Kenneth Vargas.
Commissario tecnico:  Luis Fernando Suárez
| N. | Pos. | Giocatore         | Data nascita (età)        | Pres. | Reti | Squadra            |
| -- | ---- | ----------------- | ------------------------- | ----- | ---- | ------------------ |
| 1  | P    | Jussef Delgado    | 27 gennaio 1994 (29 anni) | 0     | 0    | Pérez Zeledón      |
| 2  | D    | Carlos Martínez   | 30 marzo 1999 (24 anni)   | 8     | 0    | Alajuelense        |
| 3  | D    | Juan Pablo Vargas | 6 giugno 1995 (28 anni)   | 13    | 1    | Millonarios        |
| 4  | D    | Keysher Fuller    | 12 luglio 1994 (28 anni)  | 36    | 3    | Herediano          |
| 5  | C    | Celso Borges      | 27 maggio 1988 (35 anni)  | 158   | 27   | Alajuelense        |
| 6  | D    | Pablo Arboine     | 3 aprile 1998 (25 anni)   | 1     | 0    | Saprissa           |
| 7  | A    | Anthony Contreras | 29 gennaio 2000 (23 anni) | 12    | 2    | Herediano          |
| 8  | C    | Josimar Alcócer   | 7 luglio 2004 (18 anni)   | 0     | 0    | Alajuelense        |
| 9  | A    | Diego Campos      | 1º ottobre 1995 (27 anni) | 0     | 0    | Degerfors          |
| 10 | C    | Cristopher Núñez  | 8 dicembre 1997 (25 anni) | 3     | 0    | Lamia              |
| 11 | C    | Aarón Suárez      | 27 giugno 2002 (20 anni)  | 4     | 0    | Alajuelense        |
| 12 | A    | Joel Campbell     | 26 giugno 1992 (30 anni)  | 122   | 25   | Alajuelense        |
| 13 | D    | Suhander Zúñiga   | 15 gennaio 1997 (26 anni) | 2     | 0    | Alajuelense        |
| 14 | C    | Ricardo Peña      | 15 luglio 2004 (18 anni)  | 0     | 0    | Betis B            |
| 15 | D    | Francisco Calvo   | 8 luglio 1992 (30 anni)   | 77    | 8    | Konyaspor          |
| 16 | C    | Warren Madrigal   | 24 luglio 2004 (18 anni)  | 0     | 0    | Saprissa           |
| 17 | C    | Carlos Mora       | 18 marzo 2001 (22 anni)   | 3     | 0    | Alajuelense        |
| 18 | P    | Kevin Chamorro    | 8 aprile 2000 (23 anni)   | 0     | 0    | Saprissa           |
| 19 | D    | Kendall Waston    | 1º gennaio 1988 (35 anni) | 66    | 9    | Saprissa           |
| 20 | C    | Wílmer Azofeifa   | 4 giugno 1994 (29 anni)   | 3     | 0    | San Carlos         |
| 21 | C    | Roan Wilson       | 1º maggio 2002 (21 anni)  | 4     | 0    | Gil Vicente        |
| 22 | D    | Jefry Valverde    | 10 giugno 1995 (28 anni)  | 2     | 0    | Saprissa           |
| 23 | P    | Alexandre Lezcano | 26 agosto 2001 (21 anni)  | 0     | 0    | Santos de Guápiles |
| 24 | C    | Yeltsin Tejeda    | 17 marzo 1992 (31 anni)   | 78    | 1    | Herediano          |
| 25 | A    | Kenneth Vargas    | 17 aprile 2002 (21 anni)  | 0     | 0    | Herediano          |

### Panama
Il 1º giugno 2023 è stata diramata una lista preliminare di 60 calciatori., il 19 giugno è stata annunciata la lista finale. Al termine della fase a gironi gli infortunati César Blackman e Michael Murillo sono stati sostituiti da Iván Anderson e Omar Valencia.
Commissario tecnico:  Thomas Christiansen
| N. | Pos. | Giocatore              | Data nascita (età)          | Pres. | Reti | Squadra              |
| -- | ---- | ---------------------- | --------------------------- | ----- | ---- | -------------------- |
| 1  | P    | Luis Mejía             | 16 marzo 1991 (32 anni)     | 49    | 0    | Unión Española       |
| 2  | D    | César Blackman         | 2 aprile 1998 (25 anni)     | 11    | 0    | DAC Dunajská Streda  |
| 3  | D    | Harold Cummings        | 1º marzo 1992 (31 anni)     | 86    | 1    | Monagas              |
| 4  | D    | Fidel Escobar          | 9 gennaio 1995 (28 anni)    | 65    | 2    | Saprissa             |
| 5  | D    | Roderick Miller        | 3 aprile 1992 (31 anni)     | 35    | 2    | Turan Tovuz          |
| 6  | C    | Cristian Martínez      | 6 febbraio 1997 (26 anni)   | 25    | 0    | Najran               |
| 7  | C    | Jovani Welch           | 7 dicembre 1999 (23 anni)   | 6     | 0    | Académico de Viseu   |
| 8  | C    | Adalberto Carrasquilla | 28 novembre 1998 (24 anni)  | 39    | 1    | Houston Dynamo       |
| 9  | A    | Azarías Londoño        | 21 giugno 2001 (22 anni)    | 3     | 0    | Comunicaciones       |
| 10 | C    | Yoel Bárcenas          | 23 ottobre 1993 (29 anni)   | 71    | 5    | Mazatlán             |
| 11 | A    | Ismael Díaz            | 12 maggio 1997 (26 anni)    | 23    | 5    | Universidad Católica |
| 12 | P    | César Samudio          | 26 marzo 1994 (29 anni)     | 2     | 0    | Marathón             |
| 13 | C    | Freddy Góndola         | 18 settembre 1995 (27 anni) | 14    | 1    | Alajuelense          |
| 14 | D    | Eduardo Anderson       | 31 gennaio 2001 (22 anni)   | 6     | 0    | San Carlos           |
| 15 | D    | Eric Davis             | 31 marzo 1991 (32 anni)     | 76    | 5    | DAC Dunajská Streda  |
| 16 | D    | Andrés Andrade Cedeño  | 16 ottobre 1998 (24 anni)   | 21    | 1    | Arminia Bielefeld    |
| 17 | A    | José Fajardo           | 18 agosto 1993 (29 anni)    | 31    | 5    | Cusco                |
| 18 | A    | Cecilio Waterman       | 13 aprile 1991 (32 anni)    | 24    | 8    | Cobresal             |
| 19 | C    | Alberto Quintero       | 18 dicembre 1987 (35 anni)  | 130   | 7    | Cienciano            |
| 20 | C    | Aníbal Godoy           | 10 febbraio 1990 (33 anni)  | 126   | 4    | Nashville            |
| 21 | C    | César Yanis            | 28 gennaio 1996 (27 anni)   | 39    | 3    | Costa del Este       |
| 22 | P    | Orlando Mosquera       | 25 dicembre 1994 (28 anni)  | 11    | 0    | Monagas              |
| 23 | D    | Michael Murillo        | 11 febbraio 1996 (27 anni)  | 63    | 6    | Anderlecht           |
| 24 | D    | Omar Valencia          | 8 giugno 2004 (19 anni)     | 2     | 0    | N.Y. Red Bulls       |
| 25 | D    | Iván Anderson          | 24 novembre 1997 (25 anni)  | 6     | 0    | Monagas              |

### El Salvador
Il 1º giugno 2023 è stata diramata una lista preliminare di 50 calciatori, il 19 giugno è stata annunciata la lista finale.
Commissario tecnico:  Hugo Ernesto Pèrez
| N. | Pos. | Giocatore          | Data nascita (età)          | Pres. | Reti | Squadra                      |
| -- | ---- | ------------------ | --------------------------- | ----- | ---- | ---------------------------- |
| 1  | P    | Mario González     | 20 maggio 1997 (26 anni)    | 28    | 0    | Alianza                      |
| 2  | D    | Erick Cabalceta    | 9 gennaio 1993 (30 anni)    | 3     | 0    | Alajuelense                  |
| 3  | D    | Roberto Domínguez  | 9 maggio 1997 (26 anni)     | 56    | 1    | FAS                          |
| 4  | D    | Eriq Zavaleta      | 2 agosto 1992 (30 anni)     | 22    | 2    | LA Galaxy                    |
| 5  | D    | Ronald Rodríguez   | 22 settembre 1998 (24 anni) | 26    | 0    | Águila                       |
| 6  | C    | Narciso Orellana   | 28 gennaio 1995 (28 anni)   | 57    | 1    | Alianza                      |
| 7  | A    | Joshua Pérez       | 21 gennaio 1998 (25 anni)   | 16    | 3    | Montevarchi                  |
| 8  | C    | Brayan Landaverde  | 27 maggio 1995 (28 anni)    | 15    | 0    | FAS                          |
| 9  | A    | Brayan Gil         | 28 giugno 2001 (21 anni)    | 1     | 0    | Deportes Tolima              |
| 10 | A    | Mayer Gil          | 7 settembre 2003 (19 anni)  | 2     | 0    | Alianza Petrolera            |
| 11 | A    | Cristian Gil       | 5 novembre 1996 (26 anni)   | 12    | 2    | FAS                          |
| 12 | D    | William Canales    | 18 febbraio 1995 (28 anni)  | 1     | 0    | Alianza                      |
| 13 | C    | Leonardo Menjívar  | 24 ottobre 2001 (21 anni)   | 2     | 0    | Chalatenango                 |
| 14 | C    | Christian Martínez | 12 agosto 1994 (28 anni)    | 14    | 0    | San Carlos                   |
| 15 | D    | Alex Roldán        | 28 luglio 1996 (26 anni)    | 20    | 3    | Seattle Sounders             |
| 16 | C    | Harold Osorio      | 20 agosto 2003 (19 anni)    | 2     | 0    | Chicago Fire                 |
| 17 | C    | Jairo Henríquez    | 31 agosto 1993 (29 anni)    | 35    | 3    | Colorado Springs Switchbacks |
| 18 | P    | Tomás Romero       | 19 dicembre 2000 (22 anni)  | 7     | 0    | Toronto FC                   |
| 19 | A    | Kevin Reyes        | 28 agosto 1999 (23 anni)    | 12    | 0    | FAS                          |
| 20 | D    | Nelson Blanco      | 17 agosto 1999 (23 anni)    | 8     | 0    | North Carolina               |
| 21 | D    | Bryan Tamacas      | 21 febbraio 1995 (28 anni)  | 63    | 0    | Oakland Roots                |
| 22 | P    | Óscar Pleitez      | 6 febbraio 1993 (30 anni)   | 0     | 0    | Isidro Metapán               |
| 23 | C    | Melvin Cartagena   | 30 luglio 1999 (23 anni)    | 3     | 0    | Águila                       |

### Martinica
Il 1º giugno 2023 è stata diramata una lista preliminare di 35 calciatori, il 2 giugno è stata annunciata la lista finale.
Commissario tecnico:  Marc Collat
| N. | Pos. | Giocatore            | Data nascita (età)          | Pres. | Reti | Squadra          |
| -- | ---- | -------------------- | --------------------------- | ----- | ---- | ---------------- |
| 1  | P    | Théo De Percin       | 1º febbraio 2001 (22 anni)  | 0     | 0    | Auxerre          |
| 2  | D    | Yordan Thimon        | 10 settembre 1996 (26 anni) | 12    | 0    | Golden Lion      |
| 3  | D    | Evan Salines         | 26 marzo 1998 (25 anni)     | 2     | 0    | Golden Lion      |
| 4  | D    | Davy Singama         | 21 gennaio 2001 (22 anni)   | 2     | 1    | Golden Lion      |
| 5  | D    | Jean-Claude Michalet | 8 aprile 2000 (23 anni)     | 6     | 2    | Golden Lion      |
| 6  | C    | Jonathan Mexique     | 10 marzo 1995 (28 anni)     | 6     | 0    | Châteauroux      |
| 7  | D    | Ronny Labonne        | 14 settembre 1997 (25 anni) | 2     | 0    | Nîmes            |
| 8  | C    | Andy Marny           | 16 luglio 1995 (27 anni)    | 9     | 1    | Club Colonial    |
| 9  | A    | Stévyne Baker        | 17 gennaio 2001 (22 anni)   | 1     | 0    | US Diamantinoise |
| 10 | A    | Brighton Labeau      | 1º gennaio 1996 (27 anni)   | 7     | 2    | Losanna          |
| 11 | C    | Thomas Ephestion     | 9 giugno 1995 (28 anni)     | 4     | 0    | Mezőkövesd-Zsóry |
| 12 | A    | Enrick Reuperné      | 3 agosto 1998 (24 anni)     | 7     | 0    | Assaut           |
| 13 | A    | Kévin Fortuné        | 6 agosto 1989 (33 anni)     | 12    | 3    | Orléans          |
| 14 | C    | Cyril Mandouki       | 21 agosto 1991 (31 anni)    | 7     | 1    | Paris FC         |
| 15 | D    | Patrick Burner       | 11 aprile 1996 (27 anni)    | 7     | 0    | Nîmes            |
| 16 | P    | Yannis Clementia     | 5 luglio 1997 (25 anni)     | 6     | 0    | Caen             |
| 17 | A    | Karl Fabien          | 1º agosto 2000 (22 anni)    | 5     | 2    | Vierzon          |
| 18 | D    | Jonathan Rivierez    | 18 maggio 1989 (34 anni)    | 7     | 1    | Bourg-en-Bresse  |
| 19 | C    | Daniel Hérelle       | 17 ottobre 1988 (34 anni)   | 89    | 3    | Samaritaine      |
| 20 | C    | Ghislain Arbaut      | 16 agosto 1999 (23 anni)    | 5     | 0    | Assaut           |
| 21 | D    | Florian Lapis        | 8 agosto 1993 (29 anni)     | 3     | 1    | Versailles       |
| 22 | D    | Florent Poulolo      | 2 febbraio 1997 (26 anni)   | 6     | 0    | Sigma Olomouc    |
| 23 | P    | Emmanuel Vermignon   | 20 gennaio 1989 (34 anni)   | 19    | 0    | Club Colonial    |

## Gruppo D

### Canada
Il 1º giugno 2023 è stata diramata una lista preliminare di 60 calciatori, il 19 giugno successivo è stata annunciata la lista definitiva. Il 26 giugno Sam Adekugbe e Stephen Eustáquio sono stati rimpiazzati dai Liam Fraser e Jayden Nelson. Al termine della fase a gironi l'infortunato Milan Borjan è stato sostituito da Jonathan Sirois.
Commissario tecnico:  John Herdman
| N. | Pos. | Giocatore               | Data nascita (età)          | Pres. | Reti | Squadra             |
| -- | ---- | ----------------------- | --------------------------- | ----- | ---- | ------------------- |
| 1  | P    | Dayne St. Clair         | 9 maggio 1997 (26 anni)     | 2     | 0    | Minnesota Utd       |
| 2  | D    | Zachary Brault-Guillard | 30 dicembre 1998 (24 anni)  | 7     | 1    | CF Montréal         |
| 3  | D    | Liam Fraser             | 13 febbraio 1998 (25 anni)  | 15    | 0    | Deinze              |
| 4  | D    | Kamal Miller            | 16 maggio 1997 (26 anni)    | 34    | 0    | Inter Miami         |
| 5  | D    | Steven Vitória          | 11 gennaio 1987 (36 anni)   | 41    | 4    | Chaves              |
| 6  | D    | Dominick Zator          | 18 settembre 1994 (28 anni) | 0     | 0    | Korona Kielce       |
| 7  | C    | Jayden Nelson           | 26 settembre 2002 (20 anni) | 4     | 1    | Rosenborg           |
| 8  | C    | David Wotherspoon       | 16 gennaio 1990 (33 anni)   | 11    | 1    | St. Johnstone       |
| 9  | A    | Lucas Cavallini         | 28 dicembre 1992 (30 anni)  | 36    | 18   | Club Tijuana        |
| 10 | A    | David Hoilett           | 5 giugno 1990 (33 anni)     | 55    | 14   | Reading             |
| 11 | A    | Liam Millar             | 27 settembre 1999 (23 anni) | 17    | 0    | Basilea             |
| 12 | C    | Victor Loturi           | 21 maggio 2001 (22 anni)    | 0     | 0    | Ross County         |
| 13 | A    | Jacob Shaffelburg       | 26 novembre 1999 (23 anni)  | 4     | 0    | Nashville           |
| 14 | D    | Moïse Bombito           | 30 marzo 2000 (23 anni)     | 0     | 0    | Colorado Rapids     |
| 15 | D    | Zac McGraw              | 8 giugno 1997 (26 anni)     | 0     | 0    | Portland Timbers    |
| 16 | P    | Tom McGill              | 25 marzo 2000 (23 anni)     | 0     | 0    | Brighton            |
| 17 | A    | Jacen Russell-Rowe      | 13 settembre 2002 (20 anni) | 0     | 0    | Columbus Crew       |
| 18 | P    | Milan Borjan            | 23 ottobre 1987 (35 anni)   | 75    | 0    | Stella Rossa        |
| 19 | A    | Charles-Andreas Brym    | 8 agosto 1998 (24 anni)     | 8     | 1    | Eindhoven           |
| 20 | C    | Ali Ahmed               | 10 ottobre 2000 (22 anni)   | 0     | 0    | Vancouver Whitecaps |
| 21 | C    | Jonathan Osorio         | 12 giugno 1992 (31 anni)    | 64    | 8    | Toronto FC          |
| 22 | D    | Richie Laryea           | 7 gennaio 1995 (28 anni)    | 41    | 1    | Toronto FC          |
| 23 | D    | Scott Kennedy           | 31 marzo 1997 (26 anni)     | 12    | 0    | Jahn Ratisbona      |
| 24 | P    | Jonathan Sirois         | 27 giugno 2001 (21 anni)    | 0     | 0    | CF Montréal         |

### Guatemala
Il 1º giugno è stata diramata una lista provvisoria di 58 calciatori, il 19 giugno successivo è stata annunciata la lista definitiva.
Commissario tecnico:  Luis Fernando Tena
| N. | Pos. | Giocatore              | Data nascita (età)         | Pres. | Reti | Squadra                |
| -- | ---- | ---------------------- | -------------------------- | ----- | ---- | ---------------------- |
| 1  | P    | Nicholas Hagen         | 2 agosto 1996 (26 anni)    | 27    | 0    | HamKam                 |
| 2  | D    | José Ardón             | 20 gennaio 2000 (23 anni)  | 8     | 0    | Antigua GFC            |
| 3  | D    | Nicolás Samayoa        | 2 agosto 1995 (27 anni)    | 7     | 1    | Comunicaciones         |
| 4  | D    | José Carlos Pinto      | 16 giugno 1993 (30 anni)   | 39    | 0    | Comunicaciones         |
| 5  | C    | Pedro Altán            | 4 giugno 1997 (26 anni)    | 4     | 0    | Municipal              |
| 6  | C    | Carlos Mejía           | 13 novembre 1991 (31 anni) | 37    | 5    | Antigua GFC            |
| 7  | D    | Aaron Herrera          | 6 giugno 1997 (26 anni)    | 2     | 0    | CF Montréal            |
| 8  | C    | Rodrigo Saravia        | 22 febbraio 1993 (30 anni) | 42    | 0    | Comunicaciones         |
| 9  | A    | Rubio Rubin            | 1º marzo 1996 (27 anni)    | 10    | 3    | Real Salt Lake         |
| 10 | C    | Antonio de Jesús López | 10 aprile 1997 (26 anni)   | 20    | 0    | Comunicaciones         |
| 11 | A    | César Archila          | 30 luglio 1993 (29 anni)   | 3     | 0    | Municipal              |
| 12 | P    | Ricardo Jérez          | 4 febbraio 1986 (37 anni)  | 61    | 0    | Chattanooga Red Wolves |
| 13 | C    | Alejandro Galindo      | 5 marzo 1992 (31 anni)     | 36    | 6    | Municipal              |
| 14 | A    | Darwin Lom             | 14 luglio 1997 (25 anni)   | 20    | 10   | Xelajú MC              |
| 15 | C    | Marlon Sequen          | 23 giugno 1993 (30 anni)   | 6     | 1    | Municipal              |
| 16 | D    | José Morales           | 3 dicembre 1996 (26 anni)  | 18    | 2    | Municipal              |
| 17 | C    | Óscar Castellanos      | 18 gennaio 2000 (23 anni)  | 20    | 1    | Antigua GFC            |
| 18 | A    | Nathaniel Mendez-Laing | 15 aprile 1992 (31 anni)   | 0     | 0    | Derby County           |
| 19 | A    | Esteban García         | 6 marzo 1998 (25 anni)     | 1     | 0    | Deportivo Mixco        |
| 20 | D    | Gerardo Gordillo       | 17 agosto 1994 (28 anni)   | 21    | 3    | Juventude              |
| 21 | P    | Fredy Pérez            | 9 dicembre 1994 (28 anni)  | 2     | 0    | Comunicaciones         |
| 22 | D    | Stheven Robles         | 12 novembre 1995 (27 anni) | 28    | 2    | Comunicaciones         |
| 23 | C    | Jorge Aparicio         | 21 novembre 1992 (30 anni) | 35    | 1    | Comunicaciones         |

### Cuba
Il 1º giugno è stata diffusa una lista di 33 calciatori, ridotta a 23 il 18 giugno.
Commissario tecnico:  Pablo Elier Sánchez
| N. | Pos. | Giocatore           | Data nascita (età)          | Pres. | Reti | Squadra          |
| -- | ---- | ------------------- | --------------------------- | ----- | ---- | ---------------- |
| 1  | P    | Sandy Sánchez       | 24 maggio 1994 (29 anni)    | 29    | 1    | Atlético Pantoja |
| 2  | D    | Modesto Méndez      | 6 gennaio 1998 (25 anni)    | 6     | 0    | Inter Miami II   |
| 3  | D    | Mario Peñalver      | 6 gennaio 2003              | 4     | 0    | Deportivo Mixco  |
| 4  | D    | Cavafe              | 25 aprile 1999 (24 anni)    | 15    | 2    | Dornbirn         |
| 5  | D    | Dariel Morejón      | 21 dicembre 1998 (24 anni)  | 28    | 0    | Santa Ana        |
| 6  | D    | Yosel Piedra        | 27 marzo 1994 (29 anni)     | 35    | 1    | San Carlos       |
| 7  | A    | Willian Pozo        | 27 agosto 1997 (25 anni)    | 13    | 3    | KTP              |
| 8  | C    | Eduardo Hernández   | 18 febbraio 2003            | 2     | 0    | Santiago de Cuba |
| 9  | A    | Maykel Reyes        | 4 marzo 1993 (30 anni)      | 39    | 8    | Municipal Jalapa |
| 10 | C    | Arichel Hernández   | 20 settembre 1993 (29 anni) | 36    | 7    | Deportivo Mixco  |
| 11 | C    | Romario Torrez      | 9 febbraio 2005             | 0     | 0    | Artemisa         |
| 12 | P    | Raiko Arozarena     | 27 marzo 1997 (26 anni)     | 4     | 0    | T.B. Rowdies     |
| 13 | D    | Jorge Luís Corrales | 20 maggio 1991 (32 anni)    | 42    | 1    | FC Tulsa         |
| 14 | C    | Neisser Sandó       | 26 ottobre 1998             | 8     | 0    | Cienfuegos       |
| 15 | C    | Yunior Pérez        | 12 marzo 2001 (22 anni)     | 14    | 0    | Santa Lucía      |
| 16 | D    | Jassael Herrera     | 1º gennaio 2002 (21 anni)   | 0     | 0    | Cienfuegos       |
| 17 | A    | Daniel Díaz         | 27 marzo 1994 (29 anni)     | 3     | 0    | San Carlos       |
| 18 | A    | Yasniel Matos       | 29 marzo 2002 (21 anni)     | 14    | 1    | Municipal        |
| 19 | C    | Denilson Milanés    | 16 dicembre 2002            | 5     | 0    | Desamparados     |
| 20 | A    | Aldair Ruiz         | 13 novembre 1997 (25 anni)  | 1     | 0    | Europa FC        |
| 21 | P    | Nelson Johnston     | 25 febbraio 1990 (33 anni)  | 13    | 0    | Jicaral Sercoba  |
| 22 | C    | Roberney Caballero  | 2 novembre 1995 (27 anni)   | 14    | 3    | La Habana        |
| 23 | A    | Luis Paradela       | 21 gennaio 1997 (26 anni)   | 30    | 8    | Saprissa         |

### Guadalupa
Il 1º giugno è stata diramata una lista di 35 calciatori, ridotta a 23 il 7 giugno.
Commissario tecnico:  Jocelyn Angloma
| N. | Pos. | Giocatore           | Data nascita (età)          | Pres. | Reti | Squadra             |
| -- | ---- | ------------------- | --------------------------- | ----- | ---- | ------------------- |
| 1  | P    | Willy Leguier       | 17 dicembre 1996 (26 anni)  | 0     | 0    | Phare               |
| 2  | D    | Mickaël Alphonse    | 12 luglio 1989 (33 anni)    | 14    | 0    | Ajaccio             |
| 3  | D    | Andreaw Gravillon   | 8 febbraio 1998 (25 anni)   | 8     | 1    | Torino              |
| 4  | D    | Ronan Hauterville   | 21 novembre 1989 (33 anni)  | 17    | 2    | Phare               |
| 5  | D    | Nathanaël Saintini  | 30 maggio 2000 (23 anni)    | 8     | 0    | Sion                |
| 6  | C    | Quentin Annette     | 13 gennaio 1998 (25 anni)   | 15    | 0    | Solidarité          |
| 7  | C    | Johan Rotsen        | 11 agosto 1996 (26 anni)    | 7     | 0    | Sète                |
| 8  | C    | Ange-Freddy Plumain | 2 marzo 1995 (28 anni)      | 7     | 0    | Bnei Sakhnin        |
| 9  | A    | Thierry Ambrose     | 28 marzo 1997 (26 anni)     | 10    | 4    | Ostenda             |
| 10 | A    | Matthias Phaeton    | 8 gennaio 2000 (23 anni)    | 15    | 6    | Grenoble            |
| 11 | A    | Jordan Tell         | 10 giugno 1997 (26 anni)    | 3     | 1    | Grenoble            |
| 12 | A    | Steven Davidas      | 17 marzo 1992 (31 anni)     | 4     | 1    | La Gauloise         |
| 13 | D    | Cédric Avinel       | 11 settembre 1986 (36 anni) | 17    | 0    | Ajaccio             |
| 14 | A    | Vikash Tillé        | 26 novembre 1997 (25 anni)  | 14    | 1    | Moulien             |
| 15 | C    | Jordan Leborgne     | 29 settembre 1995 (27 anni) | 3     | 0    | Versailles          |
| 16 | P    | Brice Cognard       | 26 aprile 1990 (33 anni)    | 3     | 0    | Avranches           |
| 17 | D    | Anthony Baron       | 29 dicembre 1992 (30 anni)  | 20    | 1    | Servette            |
| 18 | C    | Steve Solvet        | 20 marzo 1996 (27 anni)     | 16    | 3    | Orléans             |
| 19 | D    | Méddy Lina          | 11 gennaio 1986 (37 anni)   | 21    | 0    | Solidarité          |
| 20 | A    | Geoffray Durbant    | 19 maggio 1992 (31 anni)    | 3     | 2    | Laval               |
| 21 | A    | Luther Archimède    | 17 settembre 1999 (23 anni) | 9     | 1    | Sacramento Republic |
| 22 | A    | Dimitri Ramothe     | 8 settembre 1990 (32 anni)  | 11    | 4    | Amical              |
| 23 | P    | Davy Rouyard        | 17 agosto 1999 (23 anni)    | 5     | 0    | Bordeaux            |